# Pascal Le Boeuf

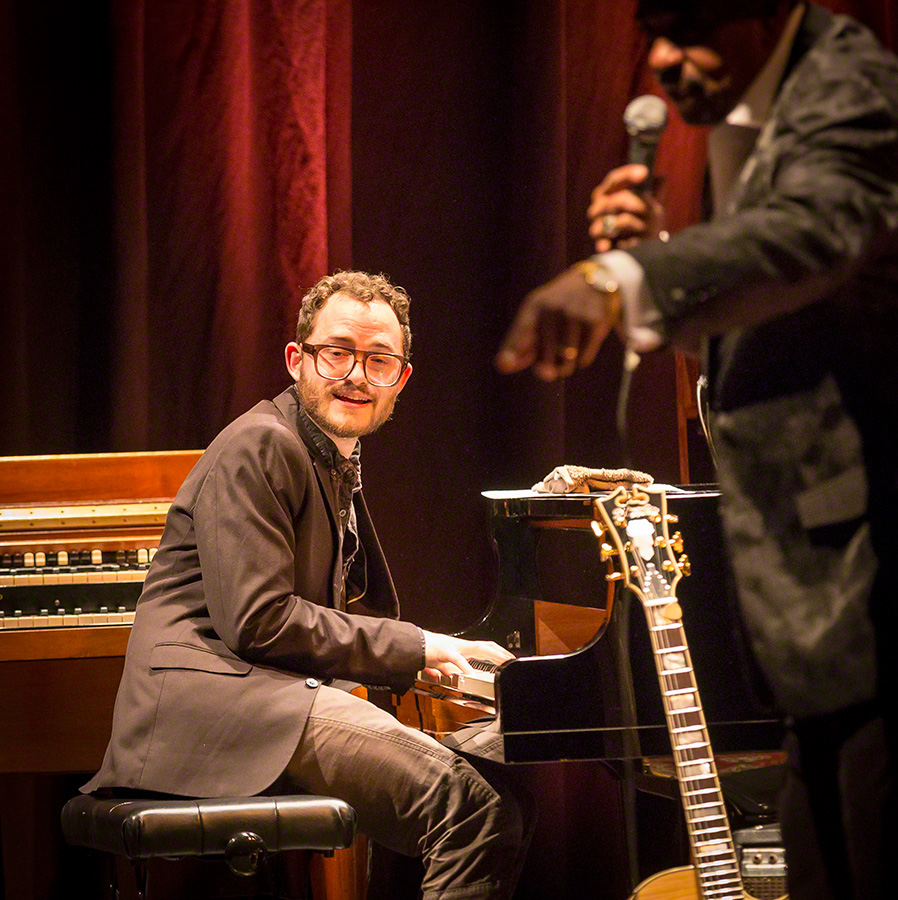
Pascal Le Boeuf bei einem Auftritt in Oslo, 2016

Pascal Le Boeuf (* 3. August 1986 in Santa Cruz, Kalifornien) ist ein US-amerikanischer Musiker (Piano, Keyboards, Komposition) des Modern Jazz.

## Leben und Wirken
Pascal Le Boeuf zog 2004 nach New York City, wo er als Bandleader, Sideman und (mit seinem Zwillingsbruder Remy Le Boeuf) Co-Leader von Le Boeuf Brothers auftrat. Den Bachelor und den Master of Music erwarb er an der Manhattan School of Music. Aktuell (2019) ist er Doktorand und Naumburg Doctoral Fellow in Musikkomposition an der Princeton University. Erste Aufnahmen entstanden 2005 mit dem selbstveröffentlichten und gemeinsam mit seinem Bruder Remy entstandenen Album Deuces Wild, gefolgt von Migration (unter eigenem Namen) und Aufnahmen mit Mike Ruby, Bastian Weinhold und dem Sänger Allan Harris. Mit seinen Keyboards ist er als Support für D’Angelos Black Messiah Tour und Clean Bandits Rather Be Tour aufgetreten. Weiter tourte er mit der Gospel-Funk-Band Jesus on the Mainline.
Im Trio mit Linda Oh und Justin Brown erschien 2013 Pascal’s Triangle. In dem Quintett Le Boeuf Brothers, die er mit Bruder Remy Le Boeuf (Altsaxophon) leitet, spielen gegenwärtig (2019) Tivon Pennicott (Tenorsaxophon), Rick Rosato (Bass) und Jochen Rückert (Schlagzeug). Nach den Alben House Without a Door (2008 im Eigenverlag) und In Praise of Shadows (2011 bei Nineteen-Eight Records erschienen) nahm er 2014 mit Le Boeuf Brothers (diesmal durch ein Streichquartett verstärkt) das Album Imaginist auf. Mit Sängerin Emily Greene bildet er das Duo Kissy Girls, mit dem Bassisten Leon Boykins und dem Schlagzeuger Jake Goldbas das Roots/Rocktrio King Pony. Im Bereich des Jazz war er laut Tom Lord zwischen 2009 und 2016 an sechs Aufnahmesessions beteiligt, zuletzt mit der unter eigenem Namen veröffentlichten EP Into the Anthropocene mit der Bratschistin Jessica Meyer und dem Cellisten Dave Eggar. Er komponierte Musik für den 2008 mit einem Emmy Award ausgezeichneten Bergsteigerfilm King Lines (2007, Regie: Josh Lowell und Peter Mortimer). Der Cellist Nick Photinos nahm seine Komposition Alpha auf. Des Weiteren führt die Geigerin Barbora Kolářová seine Komposition Imp in Impulse auf.

## Preise und Auszeichnungen
Le Boeuf wurde mehrfach als Komponist ausgezeichnet. Er gewann den ersten Platz bei der International Songwriting Competition 2008. Es folgten Independent Music Awards in den Kategorien Jazz, Eclectic und Electronica, der Johnny-Mandel-Award der ASCAP Foundation 2015 und eine FROMM-Kommission der Harvard University 2016. 2017 erhielt er den Cortona Award, 2018 wurde seine Komposition Alkaline vom Album Imaginist für den Grammy als „beste Instrumentalkomposition“ nominiert. Für „Snapshots“ (auf dem Album Ourself Behind Ourself, Concealed von Dave Eggar und Tasha Warren) erhielt er Ende 2022 eine weitere Grammy-Nominierung in der Kategorie Beste Instrumental-Komposition.

## Diskographische Hinweise
- Migration (2006)
- Le Boeuf Brothers: Remixed (Nineteen-Eight, 2013)
- Le Boeuf Brothers + Jack Quartet: Imaginist (New Focus Recordings, 2014; mit Ben Wendel, Remy Le Boeuf, Ben Street, Pete Martin Nevin, Justin Brown, Peter Kronreif + Jack String Quartet)
- In the Anthropocene (2018)